# Heriberto Cavazos Pérez
Heriberto Cavazos Pérez (ur. 1 grudnia 1948 w Zaragoza de Allende) – meksykański duchowny katolicki, biskup pomocniczy Monterrey od 2017 do 2023. 

## Życiorys

### Prezbiterat
Święcenia kapłańskie otrzymał 17 stycznia 1976 i został inkardynowany do archidiecezji Monterrey. Pracował głównie jako duszpasterz parafialny, był także m.in. diecezjalnym duszpasterzem młodzieży, wikariuszem biskupim oraz ojcem duchownym w archidiecezjalnym seminarium.

### Episkopat
31 października 2016 papież Franciszek mianował go biskupem pomocniczym archidiecezji Monterrey, ze stolicą tytularną Narona. Sakry udzielił mu 11 stycznia 2017 metropolita Monterrey - arcybiskup Rogelio Cabrera López.
19 grudnia 2023 papież Franciszek przyjął jego rezygnację z urzędu biskupa pomocniczego. 